# Kainuu
Koordinaten: 64° 30′ N, 28° 0′ O
Kainuu [ˈkɑi̯nuː] (schwed. Kajanaland) ist eine Landschaft (maakunta) in Finnland.

## Geographie
Kainuu liegt in Nordfinnland an der Ostgrenze zu Russland. Nachbarlandschaften sind Nordkarelien und Nordsavo im Süden sowie Nordösterbotten im Westen und Norden. Die Fläche von Kainuu beträgt 24.452 km², die Bevölkerungszahl rund 75.000 Einwohner. Die größte Stadt ist Kajaani. Kainuu ist mit einer Bevölkerungsdichte von etwa 3,1 Einwohnern pro Quadratkilometer sehr dünn besiedelt und geprägt durch Wald, Moore und Seen. Die größten Seen sind Oulujärvi, Nuasjärvi, Ontojärvi, Lentua und Kiantajärvi. Kainuu zählt zu den ärmsten Regionen Finnlands.

## Geschichte
Die Stadt Kajaani wurde 1651 von Per Brahe dem Jüngeren gegründet. Die Wirtschaft Kainuus war geprägt durch die Rohstoffe des Waldes: Holz und Teer, die auf dem Wasserweg zum Hafen in Oulu transportiert wurden. Landwirtschaft ist auf Grund der rauen klimatischen Bedingungen nur begrenzt möglich. 1904 wurde Kajaani an das finnische Eisenbahnnetz angeschlossen. Die Strecke führt von Kuopio kommend weiter nach Oulu, ein weiterer Abzweig führt über den Grenzbahnhof Vartius in die russische Stadt Kostomukscha (nur Güterverkehr).
Im Winterkrieg fanden schwere Kämpfe in der Grenzregion Kainuu statt, vor allem die Schlacht von Suomussalmi (Kampf am Raatteentie). Heutzutage gibt es in Vartius (Stadt Kuhmo) wieder einen internationalen Grenzübergang nach Russland. Hier existiert ein kleiner Grenzverkehr vor allem in der Form von Tageseinkaufsfahrten.
Heute gehört Kainuu zu den strukturschwächsten Regionen des Landes und verzeichnet eine starke Abwanderung in die Boom-Regionen Finnlands.

## Kultur und Sehenswürdigkeiten
Kulturell spielt Kainuu für Finnland durchaus eine nennenswerte Rolle. In der ersten Hälfte des 19. Jahrhunderts unternahm der finnische Arzt Elias Lönnrot Reisen in diese Region, um die traditionellen Erzählungen in Liedform zu sammeln. Hieraus entstand unter seiner Bearbeitung das finnische Nationalepos Kalevala. Der finnische Schriftsteller Ilmari Kianto sowie der Dichter Eino Leino stammen aus Kainuu.
Das Wintersportgebiet Vuokatti (Gemeinde Sotkamo) zieht Reisende aus ganz Finnland an. Im Sommer hat das Kammermusik-Festival in Kuhmo einen hohen internationalen Ruf. In Kuhmo gibt es als touristische Attraktion auch ein Kalevala-Dorf, in dem das Leben in früheren, vorchristlichen Zeiten dargestellt wird. Die Nationalparks Hiidenportti und Tiilikkajärvi liegen ganz oder teilweise in Kainuu.

## Politik
Am 1. Januar 2005 wurde in Kainuu für eine achtjährige Probephase eine Regionalverwaltungsreform gestartet, bei der bisher kommunale und staatliche Aufgaben an die neu gewählte Regionalvertretung übertragen wurden.

## Wappen
Blasonierung: „Von Gold, Grün und Gold geteilt, oben im Tannenschnitt, unten im Wellenschnitt.“
- siehe auch Wappen der finnischen Region Kainuu

## Gemeinden
Kainuu besteht aus neun Gemeinden, darunter zwei Städte (fettgedruckt). Einwohnerzahlen zum 31. Dezember 2022.
| 1. Kajaani (36.297) 2. Vaala (2.626) 3. Paltamo (3.100) 4. Ristijärvi (1.174) 5. Sotkamo (10.354) 6. Kuhmo (7.755) 7. Suomussalmi (7.367) 8. Hyrynsalmi (2.094) 9. Puolanka (2.380) | Die Gemeinden von Kainuu |